# Detlev Pape
Detlev Pape (* 23. Juli 1909 in Axstedt; † 10. August 1986 in Sulingen) war ein deutscher Archivar und Heimatforscher.
Nach dem Abitur in Osterholz 1928 studierte er an der Universität Hamburg und legte dort 1931 die 1. Lehrerprüfung ab. Während er auf eine Anstellung wartete, war er Hilfslehrer an der Berufsschule in Nienburg. Schließlich wurde er als Junglehrer in Mecklenburg angestellt, wo er 1934 die 2. Lehrerprüfung in Rostock bestand. Er übernahm sodann die Volksschule in Scharringhausen. Während des Krieges war er Leutnant und geriet in amerikanische Kriegsgefangenschaft, aus der er im August 1946 entlassen und sofort an die Volksschule in Dörpel bestellt wurde. 1954 folgte die Versetzung nach Sulingen, wo er schließlich auch Konrektor wurde, ehe er 1974 pensioniert wurde.
Bereits während seiner Studienzeit hatte Pape eine Arbeit über Axstedt verfasst. In Sulingen wurde er 1959 zum ehrenamtlichen Stadtarchivar ernannt und gilt als Vater des Sulinger Stadtarchivs. Zudem war er von 1968 bis 1982 Bodendenkmalpfleger für den Altkreis Sulingen. Er erforschte hier den Zusammenhang von Bodendenkmälern und Heimatgeschichte, so den Jüdischen Friedhof von Barenburg. Er verfasste eine Fülle von Beiträgen in der vierbändigen Chronik von Stadt und Land Sulingen (1979–1984) und setzte sich hierbei auch mit dem bleibenden Einfluss der alten Familien auseinander. Zudem engagierte er sich als Jugendwart des TuS Sulingen. 1985 erhielt er die Ehrenmedaille der Stadt Sulingen.